# 포조산로렌초
포조산로렌초(이탈리아어: Poggio San Lorenzo)는 이탈리아 라치오주 리에티도에 위치한 코무네다. 로마로부터 북동쪽 50km, 리에티로부터 남쪽 15km 거리에 있다.